# The Romance of Tarzan
The Romance of Tarzan is een Amerikaanse stomme film uit 1918, geregisseerd door Wilfred Lucas. Hoofdrollen worden vertolkt door Elmo Lincoln, Enid Markey, Thomas Jefferson en Cleo Madison.
De film is het vervolg op Tarzan of the Apes en is net als die film gebaseerd op het eerste Tarzan-boek van Edgar Rice Burroughs. Deze film behandelt de tweede helft van het boek.

## Verhaal
De film begint met een flashback van de vorige film. Tarzan is gevonden door de expeditie van professor Porter. Tarzan en Porters dochter Jane zijn verliefd op elkaar geworden. De groep maakt zich nu klaar voor de reis terug naar de beschaving. Onderweg worden ze aangevallen door een stam inboorlingen. In het gevecht raken Tarzan en de groep elkaar kwijt.
Tarzans neef Clayton, die zich ook bij de groep bevindt, doet alsof hij gezien heeft hoe Tarzan werd gedood door de inboorlingen. Hij wil niet dat Tarzan huiswaarts keert, aangezien deze dan aanspraak kan maken op het familiekapitaal en de titel Lord Greystroke van zijn ouders, die nu in handen zijn van Clayton. De groep gelooft het verhaal en vertrekt teleurgesteld.
Tarzan leeft in werkelijkheid nog en wil kostte wat het kost terug naar Jane. Hij is te laat om de groep nog in te halen, maar kan aan boord klimmen van een andere boot. Hij bereikt uiteindelijk Californië en de Verenigde Staten. Het leven in de beschaafde wereld valt hem echter niet mee.
Tarzan vindt Jane, maar zij wordt ontvoerd door een bende outlaws. Tarzan redt haar, maar Jane lijkt niets meer om hem te geven. Het blijkt dat Clayton haar heeft wijsgemaakt dat Tarzan verliefd is op een andere vrouw. Tarzan keert teleurgesteld terug naar Afrika en zweert de beschaafde wereld voorgoed af.
Uiteindelijk ontdekt Jane de waarheid en reist Tarzan achterna.

## Cast
| Acteur           | Personage        |
| ---------------- | ---------------- |
| Elmo Lincoln     | Tarzan           |
| Enid Markey      | Jane Porter      |
| Thomas Jefferson | Professor Porter |
| Cleo Madison     | de andere vrouw  |
| Clyde Benson     | Advocaat         |
| True Boardman    | Lord Greystroke  |

## Achtergrond
De film was minder succesvol dan zijn voorganger, vooral daar hij zich grotendeels afspeelde in het Wilde Westen in plaats van in Afrika. Door het tegenvallende succes zijn er nooit kopieën van de film bewaard gebleven. Vandaag de dag is de film dan ook niet meer in omloop.